# Windows Embedded CE 6.0
O Windows Embedded CE 6.0 (codinome "Yamazaki") é o principal lançamento da sexta versão do sistema operacional Windows Embedded voltado para empresa de ferramentas específicas, tais como controladores industriais e dispositivos eletrônicos de consumo como câmeras digitais. O CE 6.0 apresenta um kernel totalmente redesenhado, que suporta mais de 32.768 processos, contra suporte para 32-bit em relação ao processo das versões anteriores. Cada processo recebe 2 GB de espaço de endereço virtual, a partir de 32 MB.
O Sistema operacional|SO]] Windows Embedded CE 6.0 foi lançado em 1 de novembro de 2006 e inclui um código-fonte parcial, atualmente serve como base para o Zune HD e o Windows Phone 7. Windows Mobile 6.5 é baseado no Windows CE 5.2 e o, Windows Phone 7 (próxima versão principal do sistema operacional para Windows Phone) é alimentado por Windows Embedded CE 6.0 R3 (finalizado em setembro de 2009 para OEMs), embora o Windows Phone 7 também está utilizando as características do Windows Embedded Compact 7.

## Novas funcionalidades
- Alguns componentes do sistema (como arquivos , GWES (elementos gráficos, janela e Events Server),[4] driver de dispositivo (gerenciador) foram transferidos para o espaço do kernel;
- Os componentes do sistema que agora correr no kernel foram convertidos a partir .EXEs para .DLLs , que são carregados no kernel;
- Nova modelo de Memória virtual. O menor 2 GB é o processo de VM espaço é privado e por processo. O 2GB superior é o espaço virtual kernel;
- Novo modelo de driver de dispositivo que suporta tanto o modo de utilização e modo kernel drivers;
- O limite de 32 processos foi aumentada para 32.768 processos;
- O limite de 32 megabytes de memória virtual foi levantado para o total de memória virtual (até 2GB de memória virtual privada está disponível para cada processo);
- O Platform Builder IDE está integrado o Microsoft Visual Studio 2005 como plugin (assim, forçando o cliente a obter o Microsoft Visual Studio 2005 também), permitindo que um único ambiente de desenvolvimento para a plataforma e desenvolvimento de aplicações;
- Somente o apoio de leitura para UDF 2,5 de arquivos;
- Suporte para Microsoft exFAT sistema de arquivos;
- 802.11i (WPA2) e 802.11e (QoS) das normas sem fios e suporte de rádio múltipla;
- CE 6.0 funciona com x86, ARM, SH4 e arquiteturas de processadores baseados em MIPS;
- Nova Cellcore componentes para habilitar dispositivos facilmente fazer conexões de dados e iniciar chamadas de voz através das redes celulares;

## Novas funcionalidades do R3
O R3 CE 6.0 inclui os seguintes recursos e capacidades:
- - Silverlight;
  - Internet Explorer embutido;
  - Flash Lite;
  - Suporte a Toque e gestos;
  - Connection Manager;
  - Microsoft Office, e;
  - Visualizadores de PDF.